# Evaza hardyi
Evaza hardyi är en tvåvingeart som beskrevs av James 1969. Evaza hardyi ingår i släktet Evaza och familjen vapenflugor. Inga underarter finns listade i Catalogue of Life.